# ボーブリンスキー家
ボーブリンスキー家（ロシア語: Бобринский, tr. Bobrinskii）またはボーブリンスコエ家（ロシア語: Бобринские, tr. Bobrinskoy）は、ロシア帝国の貴族。
女帝エカチェリーナ2世と愛人グリゴリー・オルロフとの間に生まれたアレクセイ・グリゴリエヴィチ・ボーブリンスキー（Алексей Григорьевич Бобринский、1762年4月11日（ロシア暦）/4月22日（グレゴリオ暦） - 1813年6月20日（ロシア暦）/7月2日（グレゴリオ暦））を始祖とする。

## アレクセイ・ボーブリンスキー

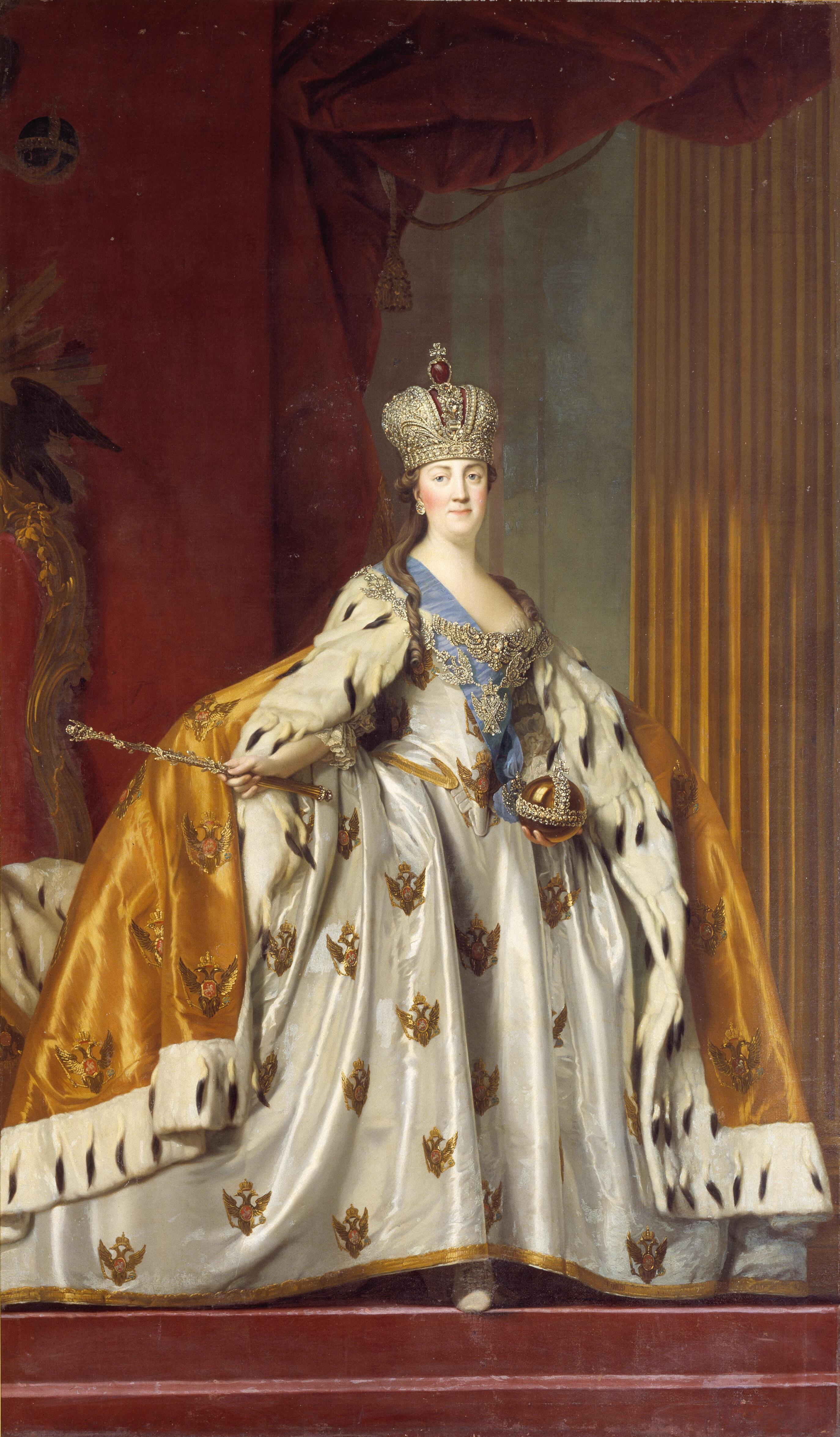
アレクセイの母親エカチェリーナ2世女帝

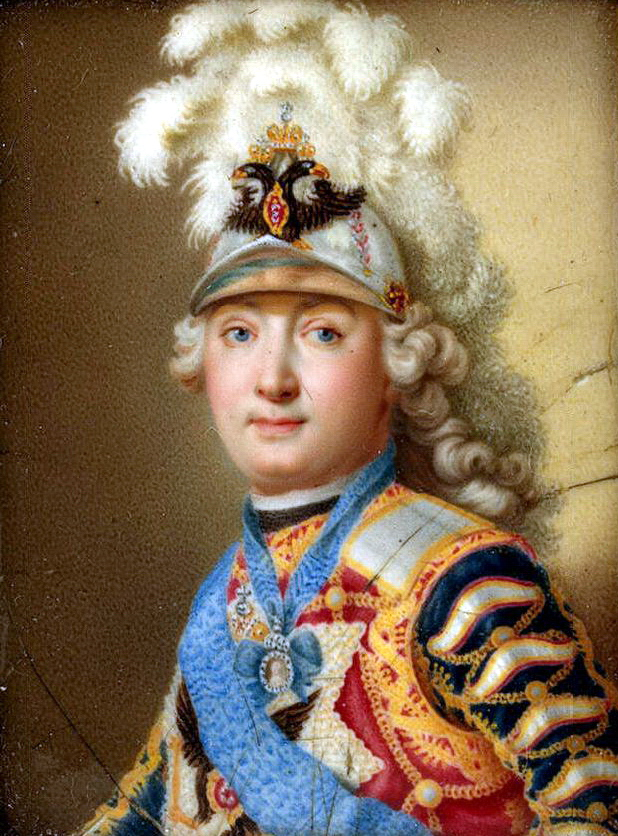
アレクセイの父親グリゴリー・オルロフ伯爵

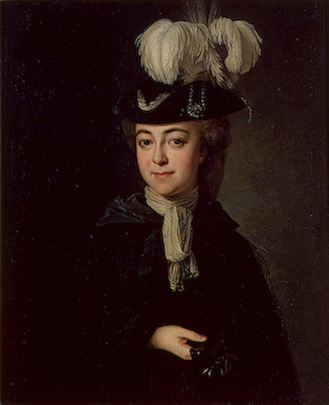
初代当主アレクセイ・グリゴリエヴィチ・ボーブリンスキー

1762年4月11日（ロシア暦）/4月22日（グレゴリオ暦）、ロシア皇后エカチェリーナ・アレクセーエヴナ（後の女帝エカチェリーナ2世）は愛人関係にあったグリゴリー・オルロフとの不義の子を産んだ。生まれた子は叔父アレクセイ・オルロフを名付け親とし、アレクセイと命名された。
アレクセイはトゥーラ県（グベルニヤ）のボブリキ村（ロシア語: Бо́брики, tr. Bobriki、現在のノヴォモスコフスク）で過ごした後、1781年4月2日付けのエカチェリーナの手紙によってエカチェリーナの実子として認知された。
女帝はアレクセイの姓について長い期間にわたって悩み、熟考した末、最終的にボーブリンスキーの姓を選んだ。ボーブリンスキーの姓は、アレクセイが育ったボブリキ村にちなむものである。なお、このほか、ボーブリンスキーの起源については、アレクセイが生まれたときに包んだビーバー（ロシア語でボーブル：Бобровые）の毛皮にちなむとの説もある。
アレクセイの長兄に当たるパーヴェル1世は即位後、5日目にアレクセイを伯爵に叙し、少将に任じた。また、アレクセイはアンナ・フォン・ウンゲルン＝シュテルンベルク（1769年 - 1846年）と結婚している。1813年6月20日（ロシア暦）/7月2日（グレゴリオ暦）、トゥーラ東方にあるボゴロディツクの領地で死去した。

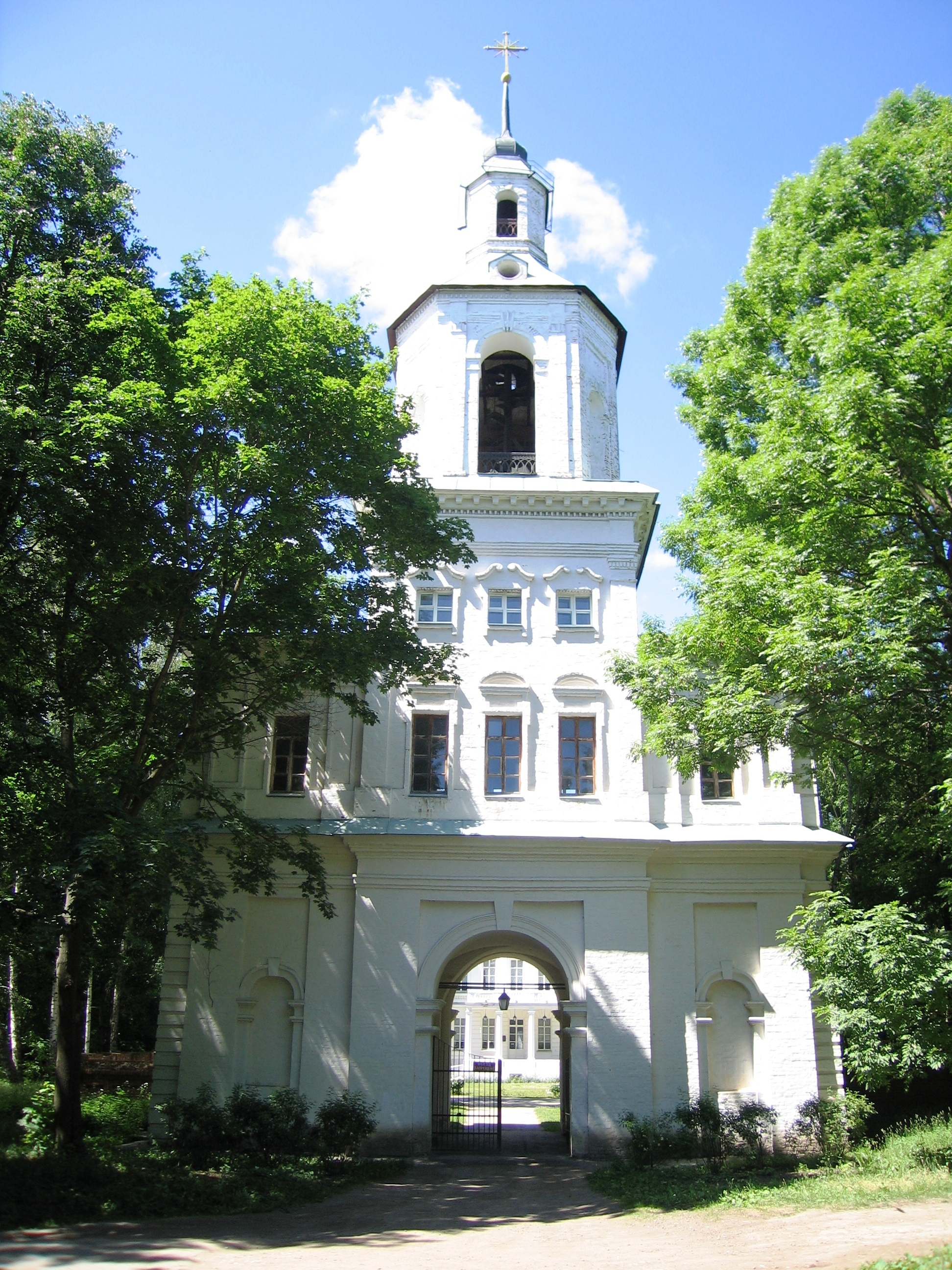
ボゴロジツクにあるボーブリンスキー家の宮殿

ボーブリンスキー家の一門は、ボゴロディツクの領地に建築家イワン・スタロフの設計による屋敷を営んだ。屋敷の近隣もあわせて整備され、1778年にはカザンスカヤ教会が完成し、屋敷の周辺の庭園はロシア最初の経済学者のひとりでもあるアンドレイ・ボロトフ（1738年 - 1833年）によって造営・管理された。ボロトフはボゴロディツクで子供劇場も設立している。ボーブリンスキー家の宮殿と荘園は1870年代に改築、刷新された。
しかし、ロシア革命が起こるとボリシェヴィキによってボーブリンスキー家の所有していた建築物は莫大な損害を蒙った。さらに第二次世界大戦で独ソ戦が開始されると1941年12月にボーブリンスキー家の宮殿は爆破されてしまった。結局、宮殿が再建されたのは1960年代になってからのことで、現在では博物館となっている。

## ボーブリンスキー家と事業
アレクセイ・ボーブリンスキーの後を継いだのは、アレクセイ・アレクセーエヴィチ・ボーブリンスキー（1800年 - 1868年）である。
ボーブリンスキー家は南ロシア最大の製糖業者に成長したが、彼はボーブリンスキー家の製糖事業の創始者として知られている。アレクセイ・アレクセーエヴィチは短期間、法廷での勤務の後、官職を辞し、領地のボゴロディツクに落ち着き、同地にロシア最初の製糖工場を建設した。さらにアレクセイ・アレクセーエヴィチは、製糖事業をウクライナへ拡大し、ボーブリンスキー家は様々な農業に事業を展開し、家の富を増していった。結果的にロシアが砂糖を外国から輸入せずに国内で生産できるようになったのはアレクセイ・アレクセーエヴィチ・ボーブリンスキーの功績といえる。さらに彼は経済理論に関する論文を発表し、鉄道の敷設が社会開発に繋がると力説した。そして、ロシア国内最初の鉄道建設に資金を融資した。ボーブリンスキーのロシア経済への貢献は、キエフに銅像が建立されるという形になって顕彰されている。
ボーブリンスキー家は、ロシアにおける大多数の他の貴族とは異なり、1861年の農奴解放令以後も、その事業は殷賑を極めた。製糖業に加えて、トゥーラ近郊で自費で石炭採掘を開始し、国内の鉄道網建設を援助した。アレクセイ・アレクセーエヴィチの次男、ウラジーミル・アレクセーエヴィチ・ボーブリンスキー伯爵（1824年 - 1898年）は1868年から1871年まで鉄道大臣を勤めた。そして、彼のいとこ、アレクセイ・パヴロヴィチ・ボーブリンスキー伯爵（1826年 - 1894年）が後任の鉄道相を襲った。

## 政治家
アレクセイ・アレクセーエヴィチ・ボーブリンスキー伯の曾孫中最年長だったのは、アレクセイ・アレクサンドロヴィチ・ボーブリンスキー伯爵（1852年 - 1927年）である。彼は1906年の統一貴族評議会を指導し、サンクトペテルブルク県の貴族を代表して国家評議会議員に選出され、さらに第三回国会（第3ドゥーマ）でも議員に選出された。1912年にも国家評議会議員に任命されている。第一次世界大戦中は英露銀行頭取を経て、1916年に、内務次官、農相を歴任した。ロシア革命（十月革命）が起こると、フランスに亡命を余儀なくされ、亡命先で帝政復活のために積極的に運動に参加した。
ウラジミール・アレクセーエヴィチ・ボーブリンスキー伯爵（1868年 - 1927年）は、アレクセイ・パヴロヴィチ伯爵の三男。第2、第3、4回ドゥーマの国会議員に選出された。ロシア・ナショナリスト会派の指導者であり、国境地域の迅速なロシア化を主張し、ピョートル・ストルイピン首相の改革を支持した。ボーブリンスキー一門の大部分と同様、ロシア革命後、フランスに亡命した。

## 学者
アレクセイ・アレクサンドロヴィチ伯は政治家のほかに、歴史学者、考古学者としても高名であった。1886年帝国考古学委員会議長、1889年ロシア帝国芸術アカデミー副総裁、そして1894年自由経済協会議長を歴任した。考古学の分野ではケルチとキエフ近郊でスキタイ文化の遺跡を発掘した。そして、ケルソネソス半島（今日のトルコ領ゲリボル半島）に関する研究論文（1905年）で調査結果を発表している。
ウラジーミル伯の甥である、ニコライ・アレクセーエヴィチ・ボーブリンスキー伯爵（1890年 - 1964年）は、生物学者。他の一族とは異なり、ロシア革命後もモスクワに残る道を選び、ソビエト連邦における有数の生物学研究者となった。トビネズミの一種であるカラクムイツユビトビネズミの学名 Allactaga bobrinskii に彼の名が献名されている。ニコライ・アレクセーエヴィチの子、ニコライ・ニコラエヴィチ・ボーブリンスキーは地理学者となり、初代アレクセイの一生を著述した。2000年にモスクワで死去。